# Senyor Uixer del Bastó Escarlata
El Senyor Uixer del Bastó Escarlata (anglès: Gentleman Usher of the Scarlet Rod) és l'uixer del Molt Honorable orde del Bany, establert el 1725.

## Ocupants del càrrec des de 1725
- 1725 – ?: Edmund Sawyer
- abans de 1763 – després de 1789: Henry Hill
- abans de 1806 – 2 de juliol de 1814: Sir Isaac Heard
- 2 de juliol de 1814 – 1841: George Frederick Beltz
- 2 de desembre de 1841 – 1857?: Albert William Woods
- 1857? – 18 de maig de 1863: Hon. Frederick Arthur Henry Chichester
- 1863–1911?: Charles George Barrington
- vacant'?
- 7 de març de 1913 – 30 de març de 1928: Coronel Sir Charles Wyndham Murray
- 30 de març de 1928 – 15 de novembre de 1932: Almirall Richard Grenville Arthur Wellington Stapleton-Cotton
- 15 de novembre de 1932 – 14 de maig de 1948: Vice Mariscal de l'Aire Sir Charles Alexander Holcombe Longcroft
- 14 de maig de 1948 – 12 de març de 1954: Major General Douglas Neil Wimberley
- 12 de març de 1954 – 17 de juliol de 1964: Contraalmirall Robert St Vincent Sherbrooke
- 25 de setembre de 1964 – 3 d'agost de 1979: Mariscal de l'Aire Sir Anthony Dunkerton Selway
- 9 de febrer de 1968 – 3 d'agost de 1979: Contraalmirall Colin Duncan Madden
- 3 d'agost de 1979 – 1985: Mariscal de l'Aire Sir Denis Crowley-Milling
- 1985 – 18 de juliol de 1990: Contraalmirall David Edward Macey
- 18 de juliol de 1990 – 15 de març de 2002: Vice Mariscal de l'Aire Sir Richard Charles Fairfax Peirse
- 15 de març de 2002 – 13 de juny de 2006 : Contraalmirall Iain Henderson
- 13 de juny de 2006 – present: Major General Charles Vyvyan[1][2]